# اچ‌ام‌اس ویدت (دی۴۸)
اچ‌ام‌اس ویدت (دی۴۸) (به انگلیسی: HMS Vidette (D48)) یک کشتی بود. این کشتی در سال ۱۹۱۸ ساخته شد.